# District de Wil
Pour les articles homonymes, voir Wil.
Le district de Will était l'un des quatorze districts du canton de Saint-Gall.

## Communes
- Bronschhofen
- Niederbüren
- Niederhelfenschwil
- Oberbüren
- Wil
- Zuzwil